# Cesare Brivio Sforza, VIII marchese di Santa Maria in Prato
Cesare Brivio Sforza, VIII marchese di Santa Maria in Prato, nato Cesare Brivio (Milano, 16 agosto 1750 – Milano, 8 marzo 1827), è stato un nobile e politico italiano.

## Biografia
Cesare nacque a Milano nel 1750, figlio di Sforza Brivio, VII marchese di Santa Maria in Prato, e di sua moglie, la marchesa Teresa Visconti di Modrone. 
Avviato dal padre alla carriera giuridica, nel 1773 venne ammesso al collegio dei giureconsulti di Milano dopo che l'anno precedente era stato probiviro per le strade. Il 4 gennaio 1775 Giuseppe II del Sacro Romano Impero lo creò ciambellano imperiale e nel 1782 divenne vicario di provvisione. Fu assessore togato del comune di Milano dal 1791 al 1796.
Alla morte di suo padre nel 1799, assunse il controllo delle proprietà di famiglia ed il titolo di ottavo marchese di Santa Maria in Prato. 
Nel 1804, in epoca napoleonica, la sua carriera politica ed amministrativa si mantenne ai massimi livelli: divenne consigliere comunale per la città di Milano e dal 6 novembre 1805 fu assessore della giunta comunale. Nel 1805 assunse il cognome di Brivio Sforza per eredità. Pro-podestà dal 1806 sino al novembre del 1807, assunse de facto la funzione di podestà in assenza di un sindaco nominato, ottenendo inoltre la croce di cavaliere dell'Ordine della Corona ferrea dal viceré Eugenio di Beauharnais. Nel 1811 ottenne la nomina a cavaliere del Regno d'Italia, ma fu solo con la restaurazione degli austriaci che poté vedersi riconfermato il titolo di marchese (4 luglio 1815) e il titolo di ciambellano imperiale (26 febbraio 1816).

## Matrimonio e figli
Il 27 luglio 1780, a Milano, sposò la nobildonna Isabella Durini, figlia di Giovanni Giacomo, conte di Monza, e di sua moglie Marianna Ruffino dei conti di Diano. Da questa unione nacquero i seguenti figli:
- Annibale, IX marchese di Santa Maria in Prato (1782-1851), sposò la principessa Francesca Barbiano di Belgioioso
- Luigi (1783-1835), celibe

Alla morte della prima moglie nel 1783, il 30 gennaio 1785 si risposò con la nobildonna Apollonia Claudia Erba Odescalchi, figlia di Luigi, III marchese di Mondonico e di sua moglie, Barbara Marianna Piatti, V principessa di Monteleone. Da questo matrimonio nacquero i seguenti eredi:
- Marianna (1786-1842), sposò Giuseppe Casati, III conte di Spino
- Teresa (1792-?), sposò il conte Giuseppe Pasolini Zanelli,
- Claudia (1795-1834), sposò Galeotto Barbiano di Belgiojoso, XI conte di Belgioioso
- Camilla (1798-1827), sposò il conte Federico Parravicini
- Elena (1800-1862), sposò il conte Morandino Camillo Stanga Ariberti
- Giovanni Battista (1801-1871), sposò Isabella Casati
- Francesco (1805-1852), sposò Carolina Crippa

## Ascendenza
|                                                             |                                                            |                                                            | Genitori                                               |  |  | Nonni |  |  | Bisnonni                                          |  |  | Trisnonni                                         |  |
|                                                             |                                                            |                                                            |                                                        |  |  |       |  |  | Cesare Brivio, V marchese di Santa Maria in Prato |  |  | Luigi Brivio, IV marchese di Santa Maria in Prato |  |
|                                                             |                                                            |                                                            |                                                        |  |  |       |  |  | Cesare Brivio, V marchese di Santa Maria in Prato |  |  | Luigi Brivio, IV marchese di Santa Maria in Prato |  |
|                                                             |                                                            | Cecilia Rovida                                             |                                                        |  |  |       |  |  | Cesare Brivio, V marchese di Santa Maria in Prato |  |  |                                                   |  |
| Luigi Gaetano Brivio, VI marchese di Santa Maria in Prato   |                                                            |                                                            |                                                        |  |  |       |  |  | Cesare Brivio, V marchese di Santa Maria in Prato |  |  |                                                   |  |
|                                                             |                                                            | Laura Bossi                                                | Giovanni Galeazzo Bossi, II marchese di Musso          |  |  |       |  |  |                                                   |  |  |                                                   |  |
|                                                             |                                                            | Laura Bossi                                                | Giovanni Galeazzo Bossi, II marchese di Musso          |  |  |       |  |  |                                                   |  |  |                                                   |  |
|                                                             |                                                            | Laura Bossi                                                | Angela Apollonia Ordogno de Rosales                    |  |  |       |  |  |                                                   |  |  |                                                   |  |
| Sforza Brivio, VII marchese di Santa Maria in Prato         |                                                            | Laura Bossi                                                |                                                        |  |  |       |  |  |                                                   |  |  |                                                   |  |
|                                                             |                                                            | Niccolò Maria Visconti di Modrone, I marchese di Vimodrone | Antonio Coriolano Visconti, IV conte di Lonate Pozzolo |  |  |       |  |  |                                                   |  |  |                                                   |  |
|                                                             |                                                            | Niccolò Maria Visconti di Modrone, I marchese di Vimodrone | Antonio Coriolano Visconti, IV conte di Lonate Pozzolo |  |  |       |  |  |                                                   |  |  |                                                   |  |
|                                                             |                                                            | Niccolò Maria Visconti di Modrone, I marchese di Vimodrone | Maddalena Durini                                       |  |  |       |  |  |                                                   |  |  |                                                   |  |
| Giovanna Visconti di Modrone                                |                                                            | Niccolò Maria Visconti di Modrone, I marchese di Vimodrone |                                                        |  |  |       |  |  |                                                   |  |  |                                                   |  |
|                                                             |                                                            | Teresa Modroni, II contessa di Vimodrone                   | Antonio Modroni, I conte di Vimodrone                  |  |  |       |  |  |                                                   |  |  |                                                   |  |
|                                                             |                                                            | Teresa Modroni, II contessa di Vimodrone                   | Antonio Modroni, I conte di Vimodrone                  |  |  |       |  |  |                                                   |  |  |                                                   |  |
|                                                             |                                                            | Teresa Modroni, II contessa di Vimodrone                   | Giovanna Pirovano, II marchesa di Cassino              |  |  |       |  |  |                                                   |  |  |                                                   |  |
| Cesare Brivio Sforza, VIII marchese di Santa Maria in Prato |                                                            | Teresa Modroni, II contessa di Vimodrone                   |                                                        |  |  |       |  |  |                                                   |  |  |                                                   |  |
|                                                             | Niccolò Maria Visconti di Modrone, I marchese di Vimodrone | Antonio Coriolano Visconti, IV conte di Lonate Pozzolo     |                                                        |  |  |       |  |  |                                                   |  |  |                                                   |  |
|                                                             | Niccolò Maria Visconti di Modrone, I marchese di Vimodrone | Antonio Coriolano Visconti, IV conte di Lonate Pozzolo     |                                                        |  |  |       |  |  |                                                   |  |  |                                                   |  |
|                                                             | Niccolò Maria Visconti di Modrone, I marchese di Vimodrone | Maddalena Durini                                           |                                                        |  |  |       |  |  |                                                   |  |  |                                                   |  |
| Carlo Visconti di Modrone, II marchese di Vimodrone         | Niccolò Maria Visconti di Modrone, I marchese di Vimodrone |                                                            |                                                        |  |  |       |  |  |                                                   |  |  |                                                   |  |
|                                                             |                                                            | Teresa Modroni, II contessa di Vimodrone                   | Antonio Modroni, I conte di Vimodrone                  |  |  |       |  |  |                                                   |  |  |                                                   |  |
|                                                             |                                                            | Teresa Modroni, II contessa di Vimodrone                   | Antonio Modroni, I conte di Vimodrone                  |  |  |       |  |  |                                                   |  |  |                                                   |  |
|                                                             |                                                            | Teresa Modroni, II contessa di Vimodrone                   | Giovanna Pirovano, II marchesa di Cassino              |  |  |       |  |  |                                                   |  |  |                                                   |  |
| Teresa Visconti di Modrone                                  |                                                            | Teresa Modroni, II contessa di Vimodrone                   |                                                        |  |  |       |  |  |                                                   |  |  |                                                   |  |
|                                                             |                                                            | Giovanni Battista Seccoborella, VII conte di Vimercate     | Francesco Seccoborella, VI conte di Vimercate          |  |  |       |  |  |                                                   |  |  |                                                   |  |
|                                                             |                                                            | Giovanni Battista Seccoborella, VII conte di Vimercate     | Francesco Seccoborella, VI conte di Vimercate          |  |  |       |  |  |                                                   |  |  |                                                   |  |
|                                                             |                                                            | Giovanni Battista Seccoborella, VII conte di Vimercate     | Caterina Fossani                                       |  |  |       |  |  |                                                   |  |  |                                                   |  |
| Laura Seccoborella                                          |                                                            | Giovanni Battista Seccoborella, VII conte di Vimercate     |                                                        |  |  |       |  |  |                                                   |  |  |                                                   |  |
|                                                             |                                                            | Teresa Rajnoldi                                            | Antonio Filippo Rajnoldi, II conte di Caronno          |  |  |       |  |  |                                                   |  |  |                                                   |  |
|                                                             |                                                            | Teresa Rajnoldi                                            | Antonio Filippo Rajnoldi, II conte di Caronno          |  |  |       |  |  |                                                   |  |  |                                                   |  |
|                                                             |                                                            | Teresa Rajnoldi                                            | Caterina Altogradi                                     |  |  |       |  |  |                                                   |  |  |                                                   |  |
|                                                             |                                                            | Teresa Rajnoldi                                            |                                                        |  |  |       |  |  |                                                   |  |  |                                                   |  |